# John Oswald (activista)

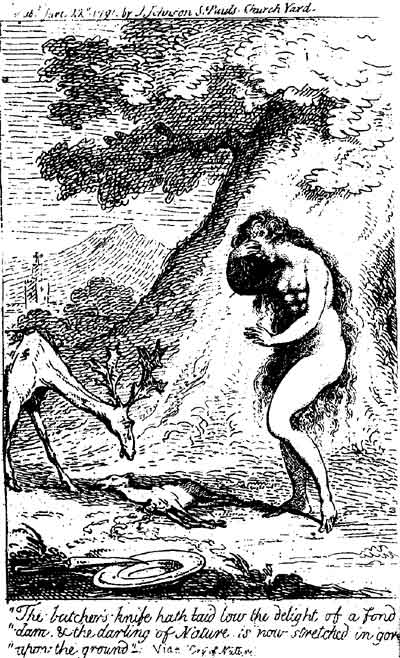
Frontispicio de El grito de la naturaleza, Londres, 1791.
----Texto:«El cuchillo del carnicero ha derribado el deleite de una presa cariñosa, y el niño mimado de la Naturaleza ahora está tendido en sangre sobre el suelo».

John Oswald (1730 -14 de septiembre de 1793) fue un filósofo, escritor, poeta y crítico social escocés. Fue uno de los primeros promotores del vegetarianismo en Europa, tras conocer la dieta hinduista en sus viajes a la India. Se unió a los Jacobinos en Francia y murió durante la guerra de la Vendée en 1793. Su obra más célebre es El grito de la naturaleza (en inglés, The Cry of Nature), de 1791.

## Biografía
Poco se sabe con certeza sobre los primeros años de vida de Oswald. Nació entre 1755 y 1760 en Edimburgo. Se dice que su padre fue dueño de una cafetería u orfebre. Él mismo se convirtió en estudiante de orfebrería. Se dice que Oswald aprendió latín y griego sin tutor, y árabe posteriormente.

### En la India
Oswald sirvió en el ejército británico como teniente del Royal Highland Regiment, el cuadragésimo segundo regimiento de a pie. Se desempeñó como oficial de reclutamiento en Escocia durante la Revolución Americana, y luego en 1780 a la Costa de Malabar, en el sur de la India. Allí Oswald conoció el vegetarianismo hindú y fue su principal influencia para escribir su libro más célebre, The Cry of Nature (subtitulado or An Appeal to Mercy and Justice on Behalf of the Persecuted Animals), publicado en 1791. Lo convierte en uno de los primeros trabajos sobre el vegetarianismo en el mundo occidental.

### Regreso a Gran Bretaña
Oswald no pudo continuar su carrera como oficial, así que dejó el ejército y regresó a Gran Bretaña en 1783, y comenzó un período como autor de poesía y crítica social, y editor de The British Mercury, una publicación periódica. Durante este período, Oswald escribió una aguda y polémica defensa del republicanismo en Gran Bretaña llamado Review of the Constitution of Great Britain, así como un folleto «antirreligioso» denominado Ranae Comicae Evangelizantes: or the Comic Frogs turned Methodist, un controvertido apoyo público al ateísmo.

### En Francia
Con el estallido de la Revolución Francesa de 1789, Oswald viajó a París para unirse al Club de los Jacobinos. En ese organismo, presionó para una intervención más enérgica de los jacobinos en los asuntos británicos, argumentando que una revolución en Inglaterra era esencial para la paz entre las dos naciones. Los jacobinos enviaron un mensaje a una organización radical de Mánchester a instancias de Oswald. Según algunos informes, Oswald fue enviado a Irlanda para ofrecer el apoyo francés a una rebelión irlandesa, pero este esfuerzo pareció resultar poco.
En marzo de 1792, Oswald pidió el armamento universal de las masas y comenzó a organizar un pequeño ejército de sans-culottes en París conocido como el Primer Batallón de Pikers. Con el estallido de la contrarrevolución monárquica en La Vendée, el Primer Batallón avanzó contra los insurgentes. Oswald murió en la batalla de Ponts-de-Cé el 14 de septiembre de 1793.

## El grito de la naturaleza
John Oswald, como su contemporáneo Rousseau, argumentó que la sociedad moderna estaba en conflicto con la naturaleza del hombre. Oswald argumentó en El grito de la naturaleza (subtitulado o un llamamiento a la misericordia y la justicia en nombre de los animales perseguidos), que el hombre está naturalmente dotado de sentimientos de misericordia y compasión. Si cada hombre tuviera que experimentar personalmente la muerte de los animales que comió, argumentó Oswald, una dieta vegetariana sería mucho más común. La división del trabajo, sin embargo, permite al hombre moderno comer carne sin experimentar la incitación de las sensibilidades naturales del hombre, mientras que la brutalización del hombre moderno lo habituó a estas sensibilidades. Aunque Oswald le dio a la compasión un lugar central en su filosofía y era vegetariano, no era pacifista, como lo demuestra el hecho de que murió luchando en la Revolución Francesa.

## Obras de John Oswald
- Revisión de la Constitución de Gran Bretaña, Londres 1784 (3ª ed. ), París 1792
- Ranae Comicae Evangelizantes: o las ranas cómicas convertidas en metodistas (como Sylvester Otway), 1786
- El alarmante progreso de la política francesa, 1787
- Euphrosyne o una oda a la belleza, Londres, 1788
- Poems, a los que se añade "The Humors of John Bull" an Operatic Farce, Londres 1789 (publicado bajo el seudónimo de Sylvester Otway)
- El grito de la naturaleza o un llamamiento a la misericordia y la justicia en nombre de los animales perseguidos, 1791. En línea en AnimalRightsHistory.org. Edwin Mellen Pr reimpreso, 2000, editado por Jason C. Hribal,ISBN 0-7734-7668-7 .
- (in French) La Tactique du Peuple, París, 179?
- (in French) Le Gouvernement du Peuple, ou Plan de constitution pour la République universelle Archivado el 1 de febrero de 2022 en Wayback Machine., París, 1793. (in Dutch) De Volksregering, Of Oprichtingsplan Voor De Universele Republiek Archivado el 17 de marzo de 2007 en Wayback Machine. traducción al holandés por Roger Jacobs, febrero de 2003. Ambos en línea en (in Dutch) Athene: Webtijdschrift voor directe democratie Archivado el 7 de abril de 2007 en Wayback Machine. ( Athene: revista web ilustrada para la democracia directa ), revista web holandesa.
- The British Mercury, editor.

## Escritos sobre John Oswald
- Erdman, David V. (1986). Commerce des lumières : John Oswald and the British in Paris, 1790-1793. University of Missouri Press. ISBN 0-8262-0607-7. OCLC 13270637. Consultado el 26 de enero de 2022.
- «Oswald, John (c. 1760–1793), journalist and poet». Oxford Dictionary of National Biography (en inglés). doi:10.1093/ref:odnb/20922. Consultado el 26 de enero de 2022.